# Giuseppe Bella
Pour les articles homonymes, voir Bella.
Giuseppe Bella (Gênes, 28 janvier 1808 - Turin, 24 novembre 1884) est un homme politique italien.

## Biographie
Il a été député de la IIIe et de la IVe législatures du royaume de Sardaigne.
Il a été député du royaume d'Italie durant la VIIIe législature.